# مارتي كلارك
مارتي كلارك (بالإنجليزية: Marty Clarke)‏ مواليد 22 مايو 1967، هو لاعب كرة سلة أسترالي سابق بدأ مسيرته الاحترافية في سنة 1984.